# Kök-Dżanggak
Kök-Dżanggak (kirg. Көк-Жаңгак; ros. Кок-Жангак, Kok-Żangak) – miasto obwodowe w zachodnim Kirgistanie, w obwodzie dżalalabadzkim, u podnóży Gór Fergańskich. W 2009 roku liczyło 10 451 mieszkańców. Ośrodek wydobycia węgla kamiennego.
Miejscowość została założona w 1910 roku w związku z wydobyciem węgla. Prawa miejskie otrzymała w 1943 roku.